# Серогорлый зобатый бегунок
Серогорлый зобатый бегунок (лат. Thinocorus orbignyianus) — вид птиц семейства зобатые бегунки из рода Thinocorus.
Встречается в Аргентине, Боливии, Чили и Перу.

## Систематика
Выделены два подвида серогорлого зобатого бегунка:
- Thinocorus orbignyianus ingae — от северных регионов Перу до севера Аргентины;
- Thinocorus orbignyianus orbignyianus — Чили, Аргентина, Огненная Земля.

## Описание
Серогорлый зобатый бегунок имеет длину тела от 19 до 24 см и массу от 96 до 140 г. У самца серая голова, шея и верхняя часть груди, белое горло с чёрной каймой. Сверху оперение птиц коричнево-рыжее, пёстрое. В полёте на крыльях сверху и снизу видны белые полосы. У самок спина, голова и грудь однородного чёрно-рыжей пёстрой окраски. Нижняя часть тела у обоих полов белая.
Выделяемые два подвида внешне похожи, хотя у T. o. ingae более короткие крылья и ноги, чем у номинативного подвида.

## Распространение и среда обитания
Серогорлый зобатый бегунок — птица Анд. T. o. ingae встречается от региона Кахамарка в Перу, через западную Боливию, на север Чили и на северо-запад Аргентины до провинций Катамарка и, возможно, Мендоса.
Номинативный подвид встречается в регионе Антофагаста на севере Чили и в провинции Ла-Риоха на северо-западе Аргентины на юг до Огненной Земли.
Этот вид на большей части своего ареала обитает круглый год, хотя на Огненной Земле зимой перемещается на север, на континент. Он также совершает сезонные высотные перемещения.
Местообитанием серогорлого зобатого бегунка являются открытые пространства: луга и болота пуны. Он встречается, в основном, на участках с низкой спутанной растительностью или с низкой травой возле болот. В Перу эти экосистемы расположены на высоте от 3400 до 5000 м. Южнее он, в основном, гнездится на высоте более 1000 м, но летом в чилийской Патагонии его можно встретить на высоте ниже 400 м.

## Образ жизни
Серогорлый зобатый бегунок обычно встречается поодиночке или небольшими семейными группами. Питается почками и листьями трав и суккулентов.
Размножается в период с октября по февраль. Гнездо размещает в кочке травы или среди другой растительности, обычно возле воды. Размер кладки — четыре яйца.
Токовая песня серогорлого зобатого бегунка представляет собой часто повторяющееся монотонные короткие «куу… куу… куу…». Он токует на земле или в полёте в сумерках и на рассвете. При вспугивании птицы издают хриплые короткие звуки.